# Prostki
Prostki est un village polonais de la gmina de Prostki, dans le powiat d'Ełk, voïvodie de Varmie-Mazurie, au nord-est du pays.
Il est situé à environ 15 km au sud d'Ełk et à 128 km à l'est de la capitale régionale Olsztyn.
Sa population s'élève à 2 541 habitants.

## Histoire
Jusqu'en 1945, Prostken fait partie de l'arrondissement de Lyck dans le district de Gumbinnen (à partir de 1905: district d'Allenstein) de la province prussienne de Prusse-Orientale.